# Champigny-la-Futelaye
Champigny-la-Futelaye – miejscowość i gmina we Francji, w regionie Normandia, w departamencie Eure.
Według danych na rok 1990 gminę zamieszkiwało 207 osób, a gęstość zaludnienia wynosiła 13 osób/km² (wśród 1421 gmin Górnej Normandii Champigny-la-Futelaye plasuje się na 695. miejscu pod względem liczby ludności, natomiast pod względem powierzchni na miejscu 115.).